# Šerut avir

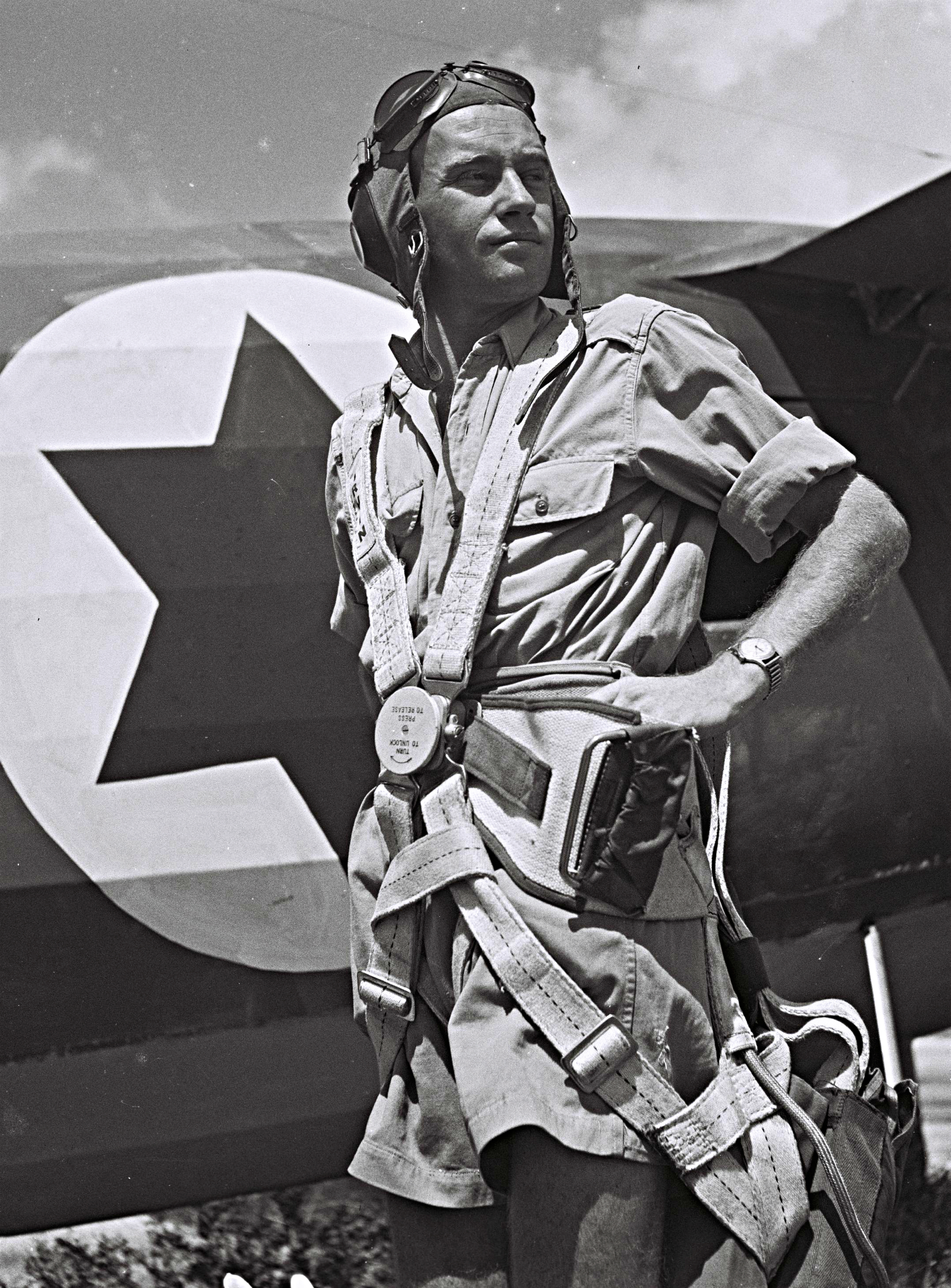
Izraelský pilot

Šerut avir (hebrejsky: שירות אוויר‎, anglicky: Air Service, doslova „Letecká služba“) byla letecká složka Hagany a předchůdkyně současného Izraelského vojenského letectva.

## Založení
Šerut avir byla založena v listopadu 1947, pouhé dva týdny před schválením plánu OSN na rozdělení Palestiny. Ten rozděloval Britský mandát na židovský a arabský stát. Vznikla proto, že si představitele Hagany uvědomili, že je třeba, aby měl židovský stát leteckou obranu. Byla založena doslova na zelené louce a v porovnání s leteckými složkami armád sousedních států byla bezvýznamná. V okamžik vyhlášení nezávislosti Státu Izrael v květnu 1948 měla Šerut avir pouhých 25 letounů. Většina z těchto letounů pocházela z Avironu, prvních židovských aerolinek v Palestině, které byly založeny roku 1936. Přestože Aviron nebyl součástí Hagany, úzce s ní spolupracoval v oblastech výzkumu. V období konce roku 1947 a poloviny 1948, kdy tlak mezi Židy a Araby vyústil ve válku o nezávislost převedl Aviron všechny své letouny pod vzniknuvší Šerut avir. Závažný problém, se kterým se tato letecká složka Hagany musela potýkat, byl nedostatek vyškolených pilotů a pozemního personálu. Tyto řady v počátcích zastala pouhá hrstka mechaniků, inženýrů, pilotů, vojáků RAF a zaměstnanců Histadrutu.